# میمون (منطقةالبروج)

میمون (猴) یکی از ۱۲ حیوانی است که بنا بر تقویم چینی و تقویم مغولی هر ۱۲ سال یک بار در منطقةالبروج چینی و منطقةالبروج مغولی ظاهر می‌شود. سال میمون همچنین معادل نماد چینی 申 است.

## میمون منطقةالبروج چینی
| علامت | سازگار با                                                   | ناسازگار با |
| میمون | خروس، میمون، موش، اژدها، مار، خرگوش، اسب، ورزا، گوسفند و سگ | خوک و ببر   |